# فاریاب ایسین
فاریاب ایسین، روستایی در دهستان ایسین بخش مرکزی شهرستان بندرعباس در استان هرمزگان ایران است.

## جمعیت
بر پایه سرشماری عمومی نفوس و مسکن در سال ۱۳۹۵، جمعیت این روستا برابر با ۱٬۹۳۳ نفر (۵۵۵ خانوار) بوده است.